# Pseudomimetis semiviridis
Pseudomimetis semiviridis là một loài bướm đêm trong họ Geometridae.